# Adolf 1. af Holsten
Adolf 1. af Holsten (død 13. november 1131) var greve af Schauenburg (også Schaumburg, i det senere Niedersachsen) omkring 1106-1131. År 1111 indsattes han af den daværende hertug af Sachsen, Lothar af Süpplingenburg som greve af Holsten i Nordelbingen.

## Liv og gerning
Adolf 1. kan være identisk med den Adolf, som 1096 omtales af biskoppen af Minden, men det kan dog også være faderen med samme navn.
Adolf 1. erhvervede Osterburg og byggede borgen Schauenburg på Nesselberg ved Weser, der blev hans stamsæde. Fra 1106 fik han militære og organisatoriske opgaver i Holsten af hertug Lothar af Süpplingenburg (Lothar af Sachsen), og 1111 blev han ved Lothars hjælp greve af Holsten-Wagrien-Stormarn. Kernen i dette grevskab ved den tyske grænse udgjordes af områderne nord og øst for Hamborg.
Omgivet af ditmarskerne mod vest, danskere mod nord og de hedenske vagriere mod øst befæstede han sit herredømme med klogskab og mådehold. Han stod på god fod med vagrierfyrsten Henrik af Mecklenburg, da efter dennes død Lothar, der nu var blevet kejser, tildelte Knud Lavard kongeværdigheden over vagriererne, ville Knud sætte sig fast på kridtbjerget Alberg (det senere Segeberg), men Adolf fordrev ham derfra.
Adolf fremmede den tyske kolonisation i sine områder og var en trofast støtte til den tyske konge.
Adolf døde ifølge Chronicon Holtzatiæ 1131 den 13. november og blev begravet i Minden.
Adolf giftede sig den 8. februar (ukendt år) med Hildewa. Parret fik to børn:
1. Hartung, døde i slaget ved Kulm i Böhmen den 18. februar 1126
2. Adolf 2. af Holsten (død 1164), greve af Holsten